# Spanska tronföljdskriget
Spanska tronföljdskriget var ett europeiskt storkrig 1701–1714 som bottnade i oenighet angående tronföljdsfrågan i Spanien. Det fördes mellan Frankrike, kurfurstendömena Bayern och Köln samt hertigdömena Mantua och (till 1703) Savojen å ena sidan och Österrike, England, Förenade Nederländerna, Preussen, Hannover och Tysk-romerska riket samt längre fram Portugal och det från det franska förbundet avfallna Savojen å den andra.

## Historik

### Bakgrund

Ludvig XIV (1638-1715), kung av Frankrike 1643-1715, gjorde anspråk på Spanien för sin sonson Filips, hertig av Anjou, skull.

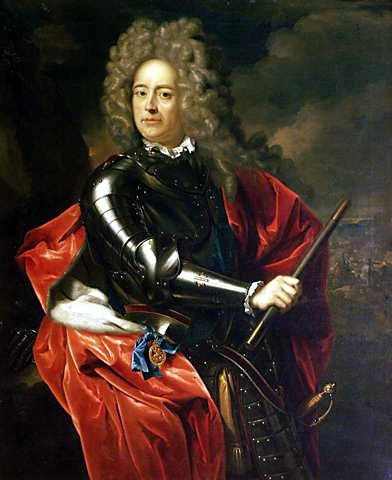
John Churchill Marlborough, 1702 hertig av Marlborough, (1650-1722), engelsk militär och politiker, var en av de främsta fältherrarna under spanska tronföljdskriget med segrar i bl.a. slaget vid Blindheim 1704, slaget vid Ramillies 1706, slaget vid Oudenaarde 1708 och slaget vid Malplaquet 1709.

Den spanska tronföljdsfrågan sysselsatte den europeiska diplomatin från 1600-talets mitt. Ett delningsfördrag ingicks 1668 mellan Frankrike och Österrike. Då spanske kungen Karl II var barnlös, sjuklig och själv den siste manlige medlemmen av det spansk-habsburgska huset, blev problemet alltmer aktuellt. Arvsanspråk framställdes såväl av Ludvig XIV i Frankrike som av Leopold I i Österrike, vilka båda var söner till Karl II:s fastrar och förmälda den förre med hans äldre syster, Maria Teresia, den senare med hans yngre, Margareta Teresia. Ludvig XIV:s gemål hade visserligen vid sitt giftermål avsagt sig sina anspråk, men detta hindrade inte hennes make från att göra dem gällande. Förvärvandet av hela det spanska väldet stod 1689 som mål för den franska politiken. De kejserliga arvsanspråken erkändes av Frankrikes motståndare i 1689 års alliansfördrag. För att inte väcka de europeiska makternas fruktan överlät Ludvig XIV emellertid sina anspråk på sin andre sonson Filip, hertig av Anjou, vilket exempel följdes av Leopold I, som till spansk tronföljare föreslog sin yngre son i ett tredje äktenskap, ärkehertig Karl. Svårigheten att genomföra vare sig de franska eller österrikiska anspråken ledde till förhandlingar för bevarande av den europeiska jämvikten, varvid framställdes arvsanspråk även för den bayerske kurprinsen Josef Ferdinand, som var son till kejsar Leopolds dotter Maria Antonia och enda barnet i hennes äktenskap med Maximilian II Emanuel.
Det första delningsfördraget ingicks mellan Frankrike, England och Nederländerna i Haag (oktober 1698) och innebar att Neapel, Sicilien, markisatet Finale och baskiska provinsen Guipuzcoa skulle tillfalla Ludvig XIV:s son Ludvig, Milano ärkehertig Karl av Österrike och den övriga spanska monarkin kurprinsen av Bayern. Denne utsågs av Karl II till arvinge av hela det spanska riket. Genom kurprinsens plötsliga död (februari 1699) kullkastades dock dessa bestämmelser. I ett andra delningsfördrag, avslutat 1700 mellan Frankrike, England och Nederländerna, överläts Spaniens krona på ärkehertig Karl och tilldelades Frankrike, jämte de i första fördraget bestämda områdena, även Lothringen, vars hertig gottgjordes med Milano. Men emedan Österrikes intressen i Italien därvid åsidosattes, vägrade denna makt att gå med på överenskommelsen.

### Alliansernas formering
Karl II avled den 1 november 1700. Genom franska inflytanden hade han drivits att i sitt testamente insätta Filip av Anjou till arvtagare av alla sina stater. Efter någon tvekan beslöt Ludvig XIV att låta sonsonen mottaga den erbjudna kronan. Den 18 februari 1701 höll den 17-årige kungen under folkets jubel sitt intåg i Madrid, och samtidigt lät Ludvig franska trupper besätta de fästningar i Spanska Nederländerna, som fördragsenligt innehades av nederländska garnisoner. Dessa tilldragelser ledde dock inte genast till krig. Endast efter fortsatta franska utmanande åtgärder lyckades Vilhelm III vinna engelsmännen för kriget. Den spanske kungens arvsrätt i Frankrike förklarades fortfarande bestående, franska handelskompanier bildades för handeln på de spanska kolonierna. Efter den landsflyktige Jakob II:s död i september 1701 proklamerades hans son som kung av England. I Haag ingicks den 7 september 1701 den s.k. stora alliansen mellan Österrike, England och Nederländerna, sedermera biträtt av Preussen, Hannover, Tysk-romerska riket, Portugal och Savojen (från 1703).
Alliansens syften var att genomföra de kejserliga anspråken i Italien och Nederländerna, däremot inte att fördriva Filip från Spanien. I samband med att Portugal vanns för alliansen 1703 förband sig sjömakterna (England och Nederländerna) att söka vinna Spanien för ärkehertig Karl. Själen i förbundet var Vilhelm III av England. Denne fick likväl inte själv leda det vittomfattande kriget. Han avled 19 mars 1702, men hans planer fullföljdes med enighet och kraft av de engelska och österrikiske fältherrarna hertigen av Marlborough och Eugen av Savojen samt den nederländske rådspensionären Anthonie Heinsius. Frankrike vann på sin sida Köln, Bayern, Savojen och hertigdömet Mantua.

### Krigets förlopp
Kriget började i Italien, där Eugen av Savojen segrade i slaget vid Chiari den 1 september 1701 och trängde fram ända till Oglio, men under de båda följande åren med framgång bekämpades av den franske fältherren Louis Joseph de Vendôme. I Spanska Nederländerna ryckte Marlborough fram med en engelsk-holländsk här och erövrade 1702 landet kring nedre Meuse. I Sydtyskland åter segrade den franske fältherren Claude Louis Villars över markgreven av Baden i slaget vid Friedlingen, oktober 1702), och följande år lyckades han genom Schwarzwald förena sig med kurfursten av Bayern, vilken, under det fransmännen skyddade hans land, genom Österrike sökte bana sig väg till den i norra Italien stående Vendôme. Därifrån hindrade honom visserligen tyrolarnas resning under Sterzinger, men, återkommen till Bayern, vann han med Villars en seger i slaget vid Höchstädt den 20 september 1703 över österrikaren Styrum och trängde sedermera på nytt mot österrikiska gränsen. För att omintetgöra dessa oroande operationer ryckte Marlborough i maj 1704 plötsligt in i Tyskland, sammanträffade nära Heilbronn med Eugen av Savojen och markgreven av Baden, rikshärens överbefälhavare, vilka skyndat till hans möte, samt slog med den senares hjälp kurfursten av Bayern vid Schellenberg nära Donauwörth den 2 juli 1704, vilket slag är känt som slaget vid Donauwörth.
Understödd av Eugen av Savojen besegrade hertigen av Marlborough den med bayrarna förenade franska hären under marskalk Camille d'Hostun Tallard i grund i slaget vid Höchstädt den 13 augusti 1704 eller, som engelsmännen kallar det, slaget vid Blenheim. Följden av denna seger var att fransmännen måste återtåga över Rhen och att Bayern prisgavs åt fienderna. Villars lyckades visserligen 1705 återupprätta de franska vapnens övervikt vid Rhen, men i Nederländerna segrade Marlborough i slaget vid Ramillies den 23 maj 1706 över den oduglige Villeroi, och i Italien var Eugen herre, sedan hans store motståndare Vendôme sänts att rädda Nederländerna. Eugen tillfogade fransmännen ett nederlag i slaget vid Turin den 7 september 1706 samt intog hela övre Italien, varefter en österrikisk här under Daun besatte kungariket Neapel 1707, och engelsmännen erövrade Sardinien 1708.
Även till själva Spanien hade striden förgrenat sig. Från Portugal, som genom Methuenfördraget 1703 anslutit sig till koalitionen, hade visserligen till en början inget mera betydande infall gjorts, men redan 1704 satte sig engelsmännen i besittning av Gibraltar, och följande år landade ärkehertig Karl, i Wien i september 1703 utropad till Karl III av Spanien, med en tysk-engelsk-holländsk här vid Barcelona. Katalonien, Aragonien och Valencia förklarade sig för honom, Cartagena och Estremadura föll i hans händer, och han proklamerades som kung i Madrid den 2 juli 1706. Omedelbart därefter skedde dock en allmän resning inom de kastilianska provinserna, och den franske marskalken hertigen av Berwick kunde genom en lysande seger i slaget vid Almansa den 25 april 1707 tränga fienderna tillbaka till Katalonien.
Med yttersta ansträngning rustade sig Ludvig XIV till krigets fortsättande, men drabbades inte dess mindre 1708 av svåra motgångar. Efter att i det närmaste ha rensat Italien från fiender och gjort en diversion till södra Frankrike tågade Eugen av Savojen mot norr och slog i förening med hertigen av Marlborough Vendôme i slaget vid Oudenaarde i Östflandern den 11 juli 1708, varefter den viktiga gränsfästningen Lille erövrades. Då en ny fransk här efter av Ludvig XIV inledda fruktlösa fredsunderhandlingar blivit uppställd, sammandrabbade den, under anförande av Villars, med de allierade i slaget vid Malplaquet nära Mons den 11 september 1709. Slaget var det mest blodiga i detta långvariga krig. Det unga, till stor del oövade, franska manskapet försvarade sig, men måste slutligen retirera. Trots segern kunde de allierade inte tänka på en invasion i Frankrike. Alliansen blev allt svårare att sammanhålla, varför de allierade var benägna att underhandla om fred. Ludvig XIV uppgav, liksom vid förhandlingarna i maj-juni 1709, anspråken på Spanien och dess biländer, men kunde inte avge försäkran om, att Filip V skulle nedlägga spanska kronan; han erbjöd slutligen till och med subsidier till fördrivande av Filip V från Spanien, dock utan resultat.
Under befäl av den österrikiske generalen Starhemberg och den engelske lord Stanhope intog de allierade Madrid för andra gången i september 1710. Redan i december samma år måste de dock, efter motgångarna i slaget vid Brihuega och slaget vid Villa Viciosa, ånyo dra sig inom det tillgivna Kataloniens gränser. Frankrikes ställning var förtvivlad; alla dess tillgångar syntes uttömda. Helt plötsligt förändrades emellertid situationen. I England ägde 1710 en fullständig omsvängning rum. Nyvalen till parlamentet gav torypartiet en överväldigande majoritet. Drottning Annas brytning med Marlborough och dennes gemål Sarah Jennings inledde en förändring i ministärens sammansättning och förde till en fullständig omdaning av denna. Hemliga fredsunderhandlingar med Frankrike inleddes i juli 1710. Öppen form tog dessa då kejsar Josef I, sedan 1705 sin fader Leopold I:s efterträdare, avlidit i april 1711 och hans bror, ärkehertig Karl, bestigit tronen. Att under dennes spira förena Österrike och Spanien låg ingalunda i koalitionens intresse, och fredspreliminärer undertecknades i London i oktober 1711. Såväl whigpartiets som kejsarens försök att förändra situationen misslyckades.

### Frederna och efterspel
I januari 1712 började den stora kongressen i Utrecht sina förhandlingar, och den 11 april 1713 slöts freden i Utrecht mellan Frankrike å ena sidan samt England, Preussen, Nederländerna, Savojen och Portugal å den andra. Enligt densamma behöll Filip av Anjou Spanien med dess utomeuropeiska besittningar, under villkor att Spaniens och Frankrikes kronor aldrig förenades. England fick av Frankrike Newfoundland, Nova Scotia och Hudson Bay-länderna samt av Spanien Gibraltar och Menorca, varjämte det genom ett så kallade assientofördrag erhöll uteslutande rättighet att under 30 år införa slavar i Spanska Amerika. Det som kungariket Preussen erkända Brandenburg erhöll övre Gelderland, men avstod sina anspråk på furstendömet Oranien; av det oraniska arvet erhöll Preussen Neuchâtel och grevskapen Mörs och Lingen vid Rhen. Nederländerna tillförsäkrades vissa handelsförmåner och en fästningsbarriär mot Frankrike. Savojen tilldelades Sicilien som kungarike, och Portugal utverkade sig Frankrikes avsägelse av sydamerikanska kusten mellan Amazonfloden och Oyapok, det portugisiska Guyana (numera brasilianska Amapá).
Kejsar Karl VI, som inte ville minska sina anspråk, fortsatte kriget ännu ett år, men måste efter några motgångar bekväma sig till freden i Rastatt den 6 mars 1714. Enligt denna skulle Österrike behålla hertigdömet Mantua, Mirandola och Comacchio, kejsaren skulle behålla Spanska Nederländerna, Neapel, de toskanska presidii och Sardinien, och de wittelsbachiska kurfurstarna av Bayern och Köln skulle restitueras. Mellan Frankrike och tysk-romerska riket, vilket senare återfick Freiburg im Breisgau, Kehl och Altbreisach, under det att Frankrike behöll Landau, bekräftades denna fred vid freden i Baden den 7 september 1714. I Spanien slöt striden med Berwicks erövring av Barcelona den 11 september 1714. Förbindelsen mellan Österrike och Spanien, som redan genom Westfaliska freden starkt försvagats, upplöstes fullständigt. I övrigt innebar krigets huvudresultat det slutgiltiga misslyckandet för Frankrikes strävan efter överhöghet i Europa. Den betydande ställning som Nederländerna under Vilhelm av Oranien intagit, övergick till England, som alltmera framstod som den främsta handels- och kolonialmakten.
Och i Spanien avskaffades 1716 Kataloniens självstyre. Detta var ett sätt att bestraffa och lättare kontrollera den svårstyrda landsändan, som även ett halvt sekel tidigare fört ett uppror mot Spanien.